# مبدل انرژی می‌ژن
مبدل انرژی مِی‌ژن (به انگلیسی: MeyGen) (نام کامل، پروژه انرژی جزر و مدی می‌ژن) یک نوع مبدل انرژی کشندی است که در واقع هم می‌تواند انرژی ناشی از حرکت جریان جزر و مد (انرژی جزر و مد) و هم انرژی ناشی از حرکت جریان اقیانوسی (انرژی جریان اقیانوسی) را به انرژی الکتریکی تبدیل کند.
می‌ژن، بزرگترین مبدل انرژی جزر و مدی است که در حال ساخت است. این دستگاه با استفاده از ۴ توربین ۱٫۵ مگاواتی که در زیر دریا قرار دارد، برق تولید می‌کند. قطر پره‌های توربین ۱۶ متر است. این پروژه (مبدل انرژی می‌ژن) متعلق به Tidal Power Scotland Limited و Scottish Enterprise است.
نام می‌ژن (MeyGen) برگرفته از قلعهٔ Mey که در نزدیکی این پروژه قرار دارد و Gen که برگرفته از ژنراتور (Generator) است.

## تنگهٔ پِنت‌لند فریت
مبدل انرژی می‌ژن در اسکاتلند و در یک تنگه دریایی به نام پنت‌لند فریت (Pentland Firth) در اورکنی قرار دارد. سرعت بالای جریان آب در این منطقه که به حدود ۵ متربرثانیه می‌رسد باعث شده‌است که این تنگه جای مناسبی برای تولید این نوع انرژی باشد. نام می‌ژن (MeyGen) برگرفته از قلعهٔ Mey که در نزدیکی این پروژه قرار دارد و Gen که برگرفته از ژنراتور (Generator) است.

## پروژه انرژی جزر و مدی می‌ژن
پروژه انرژی جزر و مدی می‌ژن در سال ۲۰۱۰ توسط یک کنسرسیوم متشکل از شرکت Atlantis Resources و مورگان استنلی ایجاد شد و اجاره بهره‌برداری را تا تکمیل کامل نیروگاه (۴۰۰ مگاوات) به مدت ۲۵ سال از هلدینگ Crown Estate دریافت می‌کند.
این نیروگاه ابتدا در فاز اول، با ۸ توربین ۱٫۵ مگاواتی ساخته می‌شود و سپس از سال ۲۰۱۸ با ۴۹ توربین ساخته خواهد شد و تا سال ۲۰۲۱ تکمیل خواهد شد. در دسامبر ۲۰۱۶ اعلام شد که اولین توربین راه‌اندازی شد و برق تولید می‌کند و ۴ توربین دیگر فاز اول تا فوریه ۲۰۱۷ نصب شد. نیروگاه آتلانتیس برای ۴۰۰ مگاوات برنامه‌ریزی شده‌است.